# 鶴居村 (兵庫県)
鶴居村（つるいむら）は兵庫県南西部、神崎郡に属していた村。現在の市川町の北西部、市川右岸にあたる。

## 地理
- 河川 ： 市川

## 歴史
- 1889年（明治22年）4月1日 - 町村制の施行により、神西郡沢村・美佐村・鶴居村・神崎村・田中村・小室村の区域をもって発足。
- 1896年（明治29年）4月1日 - 所属郡が神崎郡に変更。
- 1955年（昭和30年）7月25日 - 川辺村・瀬加村・甘地村と合併して市川町が発足。同日鶴居村廃止。

## 交通

### 鉄道路線
- 日本国有鉄道
  - 播但線
    - 鶴居駅